# Cantón de Séméac
El cantón de Séméac era una división administrativa francesa, que estaba situada en el departamento de Altos Pirineos y la región de Mediodía-Pirineos.

## Composición
El cantón estaba formado por diez comunas:
- Allier
- Angos
- Barbazan-Debat
- Bernac-Debat
- Bernac-Dessus
- Montignac
- Salles-Adour
- Sarrouilles
- Séméac
- Vielle-Adour

## Supresión del cantón de Séméac
En aplicación del Decreto n.º 2014-242 de 25 de febrero de 2014, el cantón de Séméac fue suprimido el 22 de marzo de 2015 y sus 10 comunas pasaron a formar parte; nueve del nuevo cantón de Medio-Adour y una del nuevo cantón de Aureilhan.